# Métro de Ningbo
 (mai 2014).
Le Métro de Ningbo (en chinois : 寧波軌道交通) est l'un des systèmes de transport en commun de Ningbo, dans la province du Zhejiang, en République populaire de Chine. La première ligne fut inaugurée le 30 mai 2014, la deuxième ligne le 26 septembre 2015, la troisième ligne le 30 juin 2019, la quatrième ligne le 23 décembre 2020, la cinquième ligne le 28 décembre 2021 et la sixième (la ligne 8) le 30juin 2025.

## Réseau
Le réseau comporte actuellement six lignes :
| Ligne | Ligne   | Terminaux (District)     | Terminaux (District)         | Date d'ouverture  | Dernier prolongement | Longueur km | Stations |
| ----- | ------- | ------------------------ | ---------------------------- | ----------------- | -------------------- | ----------- | -------- |
|       | Ligne 1 | Xiapu (Beilun)           | Gaoqiao West (Haishu)        | 30 mai 2014       | 2016                 | 46,39       | 29       |
|       | Ligne 2 | Congyuan Road (Zhenhai)  | Lishe Int'l Airport (Haishu) | 26 septembre 2015 | 2020                 | 33,95       | 25       |
|       | Ligne 3 | Datong Bridge (Jiangbei) | Jinhai Road (Fenghua)        | 30 juin 2019      | 2020                 | 38          | 24       |
|       | Ligne 4 | Cicheng (Jiangbei)       | Dongqian Lake (Yinzhou)      | 23 décembre 2020  | N/A                  | 35,95       | 25       |
|       | Ligne 5 | Buzheng (Haishu)         | Xingzhuang Road (Zhenhai)    | 28 décembre 2021  | N/A                  | 27,6        | 22       |
|       | Ligne 8 | Hansong Road (Yinzhou)   | Kaiyuan Road (Jiangbei)      | 30 juin 2025      | N/A                  | 21,8        | 18       |
| Total | Total   | Total                    | Total                        | Total             | Total                | 219         | 152      |

### Ligne 1
La ligne 1 compte 29 stations, dont 13 en viaduc et 16 en souterrain. Sa construction commença le 26 juin 2009.
| Stations de la ligne 1    | Stations de la ligne 1        | Stations de la ligne 1           | Stations de la ligne 1    |
| Nom chinois de la station | Nom de la station en pinyin   | Traduction officieuse en anglais | Correspondance            |
| ------------------------- | ----------------------------- | -------------------------------- | ------------------------- |
| 高桥西                    | Gaoqiaoxi                     | West Gaoqiao                     |                           |
| 高桥                      | Gaoqiao                       | Gaoqiao                          |                           |
| 梁祝                      | Liangzhu                      | Liangzhu                         |                           |
| 芦港                      | Lugang                        | Lugang                           |                           |
| 徐家漕                    | Xujiacao                      | Xujiacao                         |                           |
| 望春桥                    | Wangchunqiao                  | Wangchun Bridge                  | Ligne 6 (en planifiée)    |
| 泽民                      | Zemin                         | Zemin                            |                           |
| 大卿桥                    | Daqinqiao                     | Daqin Bridge                     | Ligne 4                   |
| 西门口                    | Ximenkou                      | West City Gate                   |                           |
| 鼓楼                      | Gulou                         | Drum Tower                       | Ligne 2                   |
| 东门口(天一广场)          | Dongmenkou (Tianyiguangchang) | East City Gate (Tianyi Square)   |                           |
| 江厦桥东                  | Jiangxiaqiaodong              | East Jiangxia Bridge             |                           |
| 舟孟北路                  | Zhoumengbeilu                 | North Zhoumeng Road              |                           |
| 樱花公园                  | Yinghuagongyuan               | Cherry Park                      | Ligne 3                   |
| 福明路                    | Fuminglu                      | Fuming Road                      |                           |
| 世纪大道                  | Shijidadao                    | Century Avenue                   |                           |
| 海晏北路                  | Haiyanbeilu                   | North Haiyan Road                | Ligne 5 (en construction) |
| 福庆北路                  | Fuqingbeilu                   | North Fuqing Road                |                           |
| 盛莫路                    | Shengmolu                     | Shengmo Road                     |                           |
| 东环南路                  | Donghuannanlu                 | South East Waihuan Road          |                           |
| 五乡西                    | Wuxiangxi                     | West Wuxiang                     |                           |
| 五乡                      | Wuxiang                       | Wuxiang                          |                           |
| 宝幢                      | Baozhuang                     | Baozhuang                        |                           |
| 邬隘                      | Wuai                          | Wuai                             |                           |
| 大碶                      | Daqi                          | Daqi                             |                           |
| 松花江路                  | Songhuajianglu                | Songhuajiang Road                |                           |
| 中河路                    | Zhonghelu                     | Zhonghe Road                     |                           |
| 长江路                    | Changjianglu                  | Changjiang Road                  |                           |
| 霞浦                      | Xiapu                         | Xiapu                            |                           |

### Ligne 2
La ligne 2 compte 22 stations, dont 18 en souterrain. Sa construction débuta le 23 décembre 2010.
| Stations de la ligne 2    | Stations de la ligne 2      | Stations de la ligne 2           | Stations de la ligne 2            |                   |
| Nom chinois de la station | Nom de la station en pinyin | Traduction officieuse en anglais | Correspondance                    | Date d'ouverture  |
| ------------------------- | --------------------------- | -------------------------------- | --------------------------------- | ----------------- |
| 栎社国际机场              | Lisheguojijichang           | Lishe International Airport      |                                   | 26 septembre 2015 |
| 栎社                      | Lishe                       | Lishe                            |                                   | 26 septembre 2015 |
| 鄞州大道                  | Yinzhoudadao                | Yinzhou Avenue                   |                                   | 26 septembre 2015 |
| 石碶                      | Shiqi                       | Shiqi                            | Ligne 5 (en construction)         | 26 septembre 2015 |
| 轻纺城                    | Qingfangcheng               | Textile Market                   |                                   | 26 septembre 2015 |
| 藕池                      | Ouchi                       | Ouchi                            |                                   | 26 septembre 2015 |
| 客运中心                  | Keyunzhongxin               | Ningbo Bus Center                |                                   | 26 septembre 2015 |
| 丽园南路                  | Liyuannanlu                 | South Liyuan Road                |                                   | 26 septembre 2015 |
| 云霞路                    | Yunxialu                    | Yunxia Road                      |                                   | 26 septembre 2015 |
| 宁波火车站                | Ningbohuochezhan            | Ningbo Railway Station           | Ligne 4 Ligne Interurbaine Yongyu | 26 septembre 2015 |
| 城隍庙                    | Chenghuangmiao              | City God Temple                  |                                   | 26 septembre 2015 |
| 鼓楼                      | Gulou                       | Drum Tower                       | Ligne 1                           | 26 septembre 2015 |
| 外滩大桥                  | Waitandaqiao                | Waitan Bridge                    |                                   | 26 septembre 2015 |
| 正大路                    | Zhengdalu                   | Zhengda Road                     | Ligne 6 (en planifiée)            | 26 septembre 2015 |
| 倪家堰                    | Nijiayan                    | Nijiayan                         |                                   | 26 septembre 2015 |
| 压赛堰                    | Yasaiyan                    | Yasaiyan                         |                                   | 26 septembre 2015 |
| 大通桥                    | Datongqiao                  | Datong Bridge                    | Ligne 3                           | 26 septembre 2015 |
| 孔浦                      | Kongpu                      | Kongpu                           |                                   | 26 septembre 2015 |
| 路林                      | Lulin                       | Lulin                            |                                   | 26 septembre 2015 |
| 三官堂                    | Sanguantang                 | Sanguantang                      | Ligne 5 (en construction)         | 26 septembre 2015 |
| 宁波大学                  | Ningbodaxue                 | Ningbo University                |                                   | 26 septembre 2015 |
| 清水浦                    | Qingshuipu                  | Qingshuipu                       |                                   | 26 septembre 2015 |
| 五里牌                    | Wulipai                     | Wulipai                          |                                   | 30 mai 2020       |
| 枫园                      | Fengyuan                    | Fengyuan                         |                                   | 30 mai 2020       |
| 聪园路                    | Congyuanlu                  | Congyuan Road                    |                                   | 30 mai 2020       |

## Développement ultérieur
Il est prévu que d'ici 2030, le réseau de métro de Ningbo aura six lignes urbaines et huit lignes de banlieue.